# Звегинцево (платформа)
Звегинцево — остановочный пункт на линии Грязи — Поворино Юго-Восточной железной дороги между разъездом 686 км и станцией Поворино.
Ранее существовал в качестве раздельного пункта — разъезда или небольшой станции, впоследствии разобран и переведён в разряд остановочных пунктов.